# Gelängeflur
Als Gelängeflur bezeichnet man eine Sonderform der Streifenflur.
Bei der Gelängeflur wurden relativ gleichmäßig und parallel zueinander verlaufende Parzellen, sogenannte Gelänge oder Gelenge, nach dem ursprünglichen Feldmaß einer Breite von vier Ruten bemessen. Die Parzellenlänge war nicht genau festgelegt und variierte folglich; Kurz- und Langstreifenfluren waren möglich.

## Vorkommen
Angelegt wurde dieser spezielle Flurtyp meist in hügeligen Gebieten. Daher ist er beispielsweise in der Übergangszone zwischen den in eher flachem Gelände häufigeren Gewannfluren und den gebirgstypischen Waldhufenfluren anzutreffen. Mit Letzteren überschneidet sich die Entstehung der Gelänge auch zeitlich. Die Längenstücke, bereits aus der Römerzeit als strigae bekannt, waren eine ungenaue Flächenbezeichnung für einen Acker in Thüringen und Sachsen.

## Feldstücke mit anderen Abmessungen
Feldstücke mit einer Breite von  
- 1 Rute hießen Striegel/Strichel/Strügel/Strick/Schmelle
- 2 Ruten hießen Sottel/Söttel/Sittel/Sittlich
- 3 Ruten hießen Dreigerte

Abweichungen in der Breite waren mit 2 Fuß und mehr möglich, aber halbe Ruten oder Drittelruten durften sich dabei nicht ergeben. Eine Bezeichnung der Rutenstücke war auch als Teil des Gelenges üblich: 1 Striegel war also ¼ Gelänge/Gelenge.
War die Breite größer als die Feldlänge, wurde das Feldstück Gebreite genannt. Gehren wurde ein unregelmäßig geformtes Landstück genannt. Kurze Feldstücke waren Stummel. Mit Strümpfe wurden geteilte (quer und längs) Feldstücke bezeichnet und der Begriff der Rutenbreite wurde nachgestellt, also Strumpfsottel oder Strumpfdreigerte.
In Mecklenburg wurde ein Acker unbestimmter Länge mit Jahrte bezeichnet, wenn er mindestens 4 Schwad breit war.